# Claoxylon dolichostachyum
Claoxylon dolichostachyum är en törelväxtart som beskrevs av Eugène Jacob de Cordemoy. Claoxylon dolichostachyum ingår i släktet Claoxylon och familjen törelväxter.
Artens utbredningsområde är Réunion. Inga underarter finns listade i Catalogue of Life.